# Religieuses de la Pureté de Marie
Les religieuses de Pureté de Marie (en latin : Congregationis Sororum a Puritate B.M. Virginis) sont une congrégation religieuse féminine enseignante de droit pontifical.

## Historique
En 1870, Thomas Rullán, vicaire général du diocèse de Majorque, demande à Alberte Giménez y Adrover de gérer et restaurer le collège royal de la Pureté de Marie de Palma. Elle accepte et réorganise le collège.
Le 19 septembre 1874 à Palma, elle fonde les religieuses de la Pureté de Marie avec l'aide de Thomas Rullán avec pour but l'enseignement de la jeunesse. L'institut est approuvé par Mgr Salvà, il reçoit le décret de louange le 6 mai 1901.

## Activité et diffusion
Les sœurs se consacrent principalement à l'enseignement. Leur spiritualité est ignacienne et leurs constitutions sont basées sur celles de la Compagnie de Jésus. 
Elles sont présentes en :
- Europe : Espagne, Italie.
- Amérique : Colombie, Nicaragua, Panama, Venezuela.
- Afrique : République démocratique du Congo, Cameroun.

La maison-mère est à Sant Cugat del Vallès.
En 2017, la congrégation comptait 276 sœurs dans 30 maisons.